# 中根村
中根村（なかねむら）は千葉県夷隅郡にかつて存在した村である。

## 地理
- 旧大原町の南部、現在のいすみ市の北部に位置する。
- 村域の山がちな地形が多い。
- 村は夷隅川の南岸に位置する。

## 歴史
村名はかつて存在した中滝郷の中、鴨根郷の根を組み合わせて中根村となった。

### 村域の変遷
- 1889年（明治22年）4月1日 - 町村制施行に伴い、中滝村・東中滝村・押付村・嘉谷村・鴨根村が合併し夷隅郡中根村が発足。
- 1953年（昭和28年）7月1日 - 長者町に編入され消滅。

変遷表
| 1868年 以前 | 1868年 以前 | 明治4年  | 明治12年 | 明治22年 4月1日 | 昭和28年 7月1日 | 昭和36年 8月1日 | 平成17年 12月5日 | 現在     |
| ----------- | ----------- | -------- | -------- | --------------- | --------------- | --------------- | ---------------- | -------- |
|             | 部田村      | 部田村   | 中滝村   | 中根村          | 長者町          | 岬町            | いすみ市         | いすみ市 |
|             | 福原村      | 東中滝村 | 東中滝村 | 中根村          | 長者町          | 岬町            | いすみ市         | いすみ市 |
|             | 小福原村    | 東中滝村 | 東中滝村 | 中根村          | 長者町          | 岬町            | いすみ市         | いすみ市 |
|             | 押日村      |          |          | 中根村          | 長者町          | 岬町            | いすみ市         | いすみ市 |
|             | 嘉谷村      |          |          | 中根村          | 長者町          | 岬町            | いすみ市         | いすみ市 |
|             | 鴨根村      |          |          | 中根村          | 長者町          | 岬町            | いすみ市         | いすみ市 |

## 人口・世帯

### 人口
総数 [単位： 人]
| 1891年（明治24年） | 2,994 |
| 1920年（大正 9年） | 2,659 |
| 1930年（昭和 5年） | 2,516 |
| 1940年（昭和15年） | 2,515 |
| 1950年（昭和25年） | 3,162 |

### 世帯
総数 [単位： 世帯]
| 1920年（大正 9年） | 514 |
| 1930年（昭和 5年） | 488 |
| 1940年（昭和15年） | 483 |
| 1950年（昭和25年） | 568 |